# Samuel Sanford
Samuel Simons Sanford (Bridgeport, 15 marzo 1849 – New Haven, 6 gennaio 1910) è stato un pianista e docente statunitense.

## Biografia
Nacque a Bridgeport, nel Connecticut, studiò pianoforte a New York con William Mason (figlio di Lowell Mason e studente di Franz Liszt e Ignaz Moscheles). Andò a Parigi e studiò con Alfred Jaëll, Louis Plaidy (insegnante di Hans von Bülow e molti altri), Théodore Ritter (un altro studente di Liszt) e Édouard Batiste. Nel 1869 conobbe Anton Rubinstein e in seguito studiò con lui.

## Carriera
Viaggiò con Rubinstein durante il suo primo tour americano nel 1872-73. Ignacy Jan Paderewski cambiò il suo modo di suonare dopo aver ascoltato suonare Sanford e una volta lo descrisse  come la persona più musicalmente dotata che avesse mai conosciuto.
Sanford portò la musica di Sir Edward Elgar all'attenzione americana attraverso i fratelli Walter e Frank Damrosch e Theodore Thomas. Fu determinante nel far ottenere a Elgar un dottorato onorario in musica alla Yale University nel 1905; alla cerimonia di conferimento del 28 giugno, fu suonato Pomp and Circumstance March n. 1 di Elgar, istituendo la tradizione di suonare nobile musica processionale durante le cerimonie di laurea. Più tardi quell'anno, Elgar restituì il complimento dedicando la sua Introduzione e allegro a Sanford.
Sanford entrò nella Facoltà di Musica di Yale come professore di musica applicata nel 1894, insieme a Horatio Parker come professore di teoria. Durante i sedici anni in cui lavorò a Yale rifiutò qualsiasi stipendio perché era ricco di suo.
Morì a casa il 6 gennaio 1910 dopo una lunga malattia.

## Medaglia Sanford
Nel 1972 la Yale University istituì la Samuel Simons Sanford Medal (di solito denominata Sanford Medal), in onore di celebri artisti da concerto e illustri membri della professione musicale. I destinatari hanno incluso:
- 1972: Eugene Ormandy[6][7]
- 1975: Doriot Anthony Dwyer[8]
- 1983: Louis Krasner[9]
- 1983: Maureen Forrester[10][11]
- 1991: Richard F. French[12][13]
- 1997: Dorothy DeLay[14]
- 1999: Keith Wilson
- 2000: H.M. King Bhumibol Adulyadej of Thailand[15]
- 2002: Lili Chookasian[16]
- 2003: Andrew Litton[17]
- 2005: Robert Blocker[18]
- 2005: Richard Stoltzman[19]
- 2010: Vivian Perlis[20]
- 2012: Joseph W. Polisi[21]
- 2013: Willie Ruff[22]
- 2013: Peter Gelb[23]
- 2015: Klaus Heymann[6]
- 2015: Yo-Yo Ma[24]
- Emanuel Ax,[25] Pierre Boulez,[25] Alfred Brendel,[6] Aaron Copland,[25] Richard Goode, Marilyn Horne,[25] Sherrill Milnes,[25] Mstislav Rostropovich,[25] Robert Shaw,[26] Sir Georg Solti,[25] Isaac Stern,[6] Randall Thompson, and Virgil Thomson.[25]